# The Man Who Walked Alone
Pour plus de détails, voir Fiche technique et Distribution.
The Man Who Walked Alone est un film américain réalisé par Christy Cabanne, sorti en 1945.

## Fiche technique
- Titre : The Man Who Walked Alone
- Réalisation : Christy Cabanne
- Scénario : Christy Cabanne et Robert Lee Johnson
- Musique : Karl Hajos
- Pays d'origine :  États-Unis
- Langue : Anglais
- Format : Noir et blanc — 35 mm — 1,37:1 — Son : Mono
- Genre : Comédie dramatique
- Dates de sortie :
  -  États-Unis : 15 mars 1945
  -  Royaume-Uni : 27 novembre 1945 (Londres) / 24 mai 1946  (sortie nationale)

## Distribution
- Dave O'Brien : Marion Scott
- Kay Aldridge : Wilhelmina Hammond
- Walter Catlett : Wiggins
- Guinn Williams : Champ
- Vivien Oakland : Mme Monroe
- Charles Williams : Moe
- Eddy Waller : Fermier
- Don Brodie : Sergent
- William B. Davidson : le Gouverneur
- Jack Mulhall : Policier
- Lloyd Ingraham : Ryan
- Elmo Lincoln : Turnkey